# 韋斯滕湖
54°16′58″N 9°56′44″E / 54.28278°N 9.94556°E

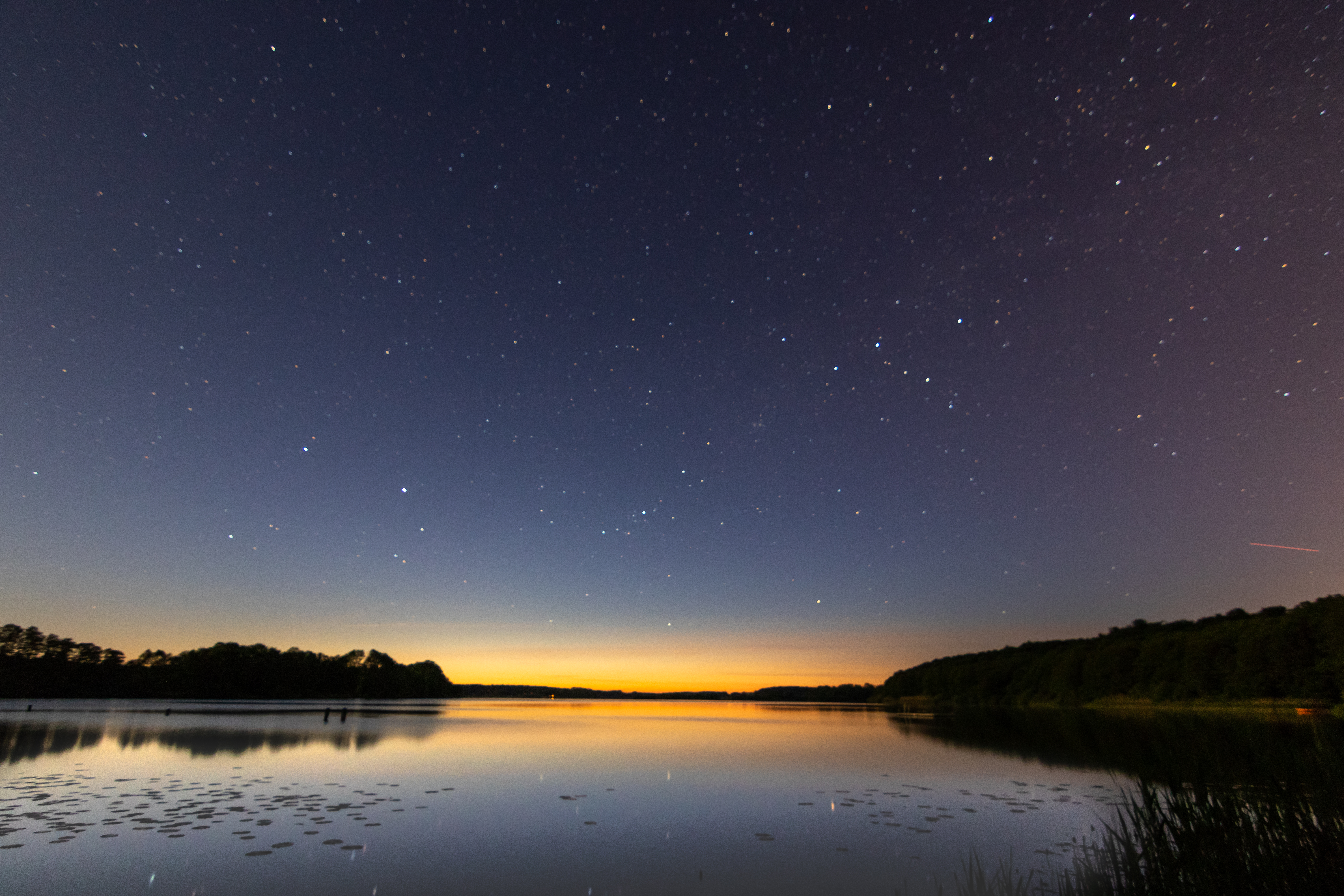

韋斯滕湖（德語：Westensee），是德國的湖泊，位於該國北部石勒蘇益格-荷爾斯泰因州，由倫茨堡-埃肯弗德縣負責管轄，面積6.92平方公里，平均水深6.1米，最大水深17.6米，水體容量4,163萬立方米，湖岸線長度22.8公里。